# Casta

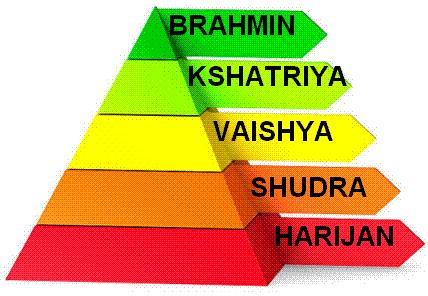
Las cinco clases de castas existentes en la India, a las que debe añadirse los intocables, parias, o dalit, es decir, los que perdieron su casta.

El sistema de castas es una manera particular de estratificación social al que se pertenece solamente a través del nacimiento y se caracteriza por tener un sistema sólido, rígido e inmóvil.
El sistema de castas de la India moderna se basa en la superposición artificial moderna de una antigua clasificación teórica cuádruple llamada Varna sobre las agrupaciones sociales naturales llamadas Jāti. Varna conceptualizaba una sociedad como compuesta por cuatro tipos de varnas, o categorías: Brahmán, Kshatriya, Vaishya y Shudra, según la naturaleza del trabajo de sus miembros. El varna no era una categoría hereditaria y la ocupación determinaba el varna. Sin embargo, el Jati de una persona se determina al nacer y hace que adopte la ocupación de ese Jati; los miembros podían cambiar de ocupación, y lo hacían, en función de sus fortalezas personales, así como de factores económicos, sociales y políticos. Un estudio de 2016 basado en el análisis del ADN de indios no emparentados determinó que los jati endogámicos se originaron durante el Imperio Gupta.
El sistema de castas en la India describe la estratificación social y las restricciones sociales presentes en el subcontinente indio, donde las clases sociales (varnas o ‘castas’) vienen definidas por miles de grupos hereditarios endógamos, a menudo llamados (yati o ‘clan’). Dentro de un yati existen grupos hereditarios denominados gotra, el linaje de un individuo.
A partir del censo de la India de 1901, dirigido por el administrador colonial británico Herbert Hope Risley, todos los jātis se agruparon bajo las categorías teóricas de los varnas. Según el politólogo Lloyd Rudolph, Risley creía que varna, por muy antigua que fuera, podía aplicarse a todas las castas modernas que había en la India, y "[pretendía] identificar y situar dentro de ella a varios cientos de millones de indios". "Los términos varna (clasificación conceptual basada en la ocupación) y jāti (grupos) son dos conceptos distintos: mientras que varna es una división teórica en cuatro partes, jāti (comunidad) se refiere a los miles de grupos sociales endogámicos reales que prevalecen en todo el subcontinente. Los autores clásicos apenas hablaban de otra cosa que de los varnas, ya que les proporcionaba una taquigrafía conveniente; pero surge un problema cuando los indólogos coloniales a veces confunden los dos.
Aunque el sistema de castas ha sido asociado generalmente con el hinduismo, también estuvo presente en otras religiones del subcontinente, como el islamismo o el cristianismo. La Constitución de la India ha ilegalizado la discriminación por razón de casta, en línea con los principios de secularismo socialista (separación entre religión y Estado) en los que fue fundada la nación. Las barreras de casta están muy debilitadas en las grandes ciudades, aunque persisten en las áreas rurales del país. Aun así, el sistema continúa sobreviviendo de manera cambiante en la India moderna, fortalecido por una combinación de percepciones sociales y políticas. Su ejemplo etnográfico paradigmático es la división de la sociedad hindú de la India en grupos sociales rígidos, con raíces en la historia antigua del sur de Asia y que persiste hasta la actualidad. Sin embargo, la importancia económica del sistema de castas en la India ha ido disminuyendo como resultado de la urbanización y los programas de acción afirmativa. Un tema de mucha erudición por parte de sociólogos y antropólogos, el sistema de castas hindú a veces se usa como una base analógica para el estudio de las divisiones sociales similares a castas que existen fuera del hinduismo y la India. 
Entre los musulmanes de Asia del Sur, las castas incluyen tres grandes grupos, que incluyen la casta alta Ashraf, la casta media Ajlaf y la casta baja Arzal. Pasmandas están oprimidos e incluyen Ajlaf y Arzal. Los syedes son parte del ashraf y son la casta más alta del syedismo. El syedismo es una filosofía de desigualdad social entre los musulmanes de Asia del Sur.
El término "casta" también se aplica a agrupaciones morfológicas en insectos eusociales como hormigas, abejas y termitas.

## Definición de casta
Casta:
Es un sistema social en el que el estatus personal se adjudica de por vida, por tanto en las sociedades organizadas por castas los diferentes estratos son  cerrados y el individuo debe permanecer en el estrato social en el que nació.
Las características que diferencian los distintos estratos sociales son: la raza, la religión, etc. que por accidente adquiera al nacer y con lo cuál no puede cambiar.
Las sociedades de castas pueden verse como sociedad de clase en la que se adquiere clase social con el nacimiento. Los sistemas de castas rechazan las relaciones estrechas con miembros de otras castas.
Esa «pureza» de castas suele mantenerse mediante regla de endogamia, el matrimonio debe ser entre personas del mismo grupo social.
A. Giddens

## Historia de las castas en la India
No hay una teoría universalmente aceptada sobre el origen del sistema indio de castas. Las clases indias son similares a las pistras del antiguo Irán, donde los sacerdotes son athravans, los políticos o gobernantes son rathaestha, los mercaderes son vastriya y los artesanos y campesinos son huiti.
De acuerdo a las investigaciones actuales, las castas empezaron a establecerse a raíz de la migración de los indoiranios en el norte de la India, hacia el año 1500 a. C. Los invasores, pueblos bárbaros con sociedades estratificadas, pero dotadas de gran movilidad social, encontraron una antigua civilización urbana, fuertemente estratificada, con características grandemente semejantes a la sociedad que hemos clasificado como oriental. Aparentemente, fue de la combinación de estas dos sociedades tan distintas de donde surgió el sistema de castas.
Un estudio de 2002-2003 elaborado por T. Kivisild concluyó que las poblaciones que por parte de los tribales y las castas indias derivan «grandemente» de la misma herencia genética de los asiáticos del sur y el oeste que vivían en el Pleistoceno, y que el flujo genético procedente de otras regiones era muy limitado desde el Holoceno. Varios estudios aseguran que los distintos grupos de casta tienen una similar herencia genética. Sin embargo, un estudio genético del año 2001 llevado a cabo por el profesor Michael Bamshad, de la Universidad de Utah, halló que la afinidad de los indios a los europeos es proporcional a la posición de casta: las castas altas son más similares a los europeos. Los investigadores creen que los indoarios entraron en la India desde el noroeste (ver migración indoirania) y pudieron haber establecido un sistema de castas en el que ellos mismos se situaron en los lugares preferentes. Aun así, las muestras indias para este estudio fueron tomadas en una sola área, por lo que todavía hay que investigar si los resultados son generalizables.
El aspecto que delimita mejor las fronteras de casta, aparte de reglas de matrimonio, es la comensalidad. Los miembros de una casta solo comparten alimentos cocinados y servidos por miembros de su misma casta o ligeramente superior o inferior. Igualmente la dieta es un baremo primordial. Los tabúes alimenticios propios de cada casta y las reglas de etiqueta gobiernan poderosamente las relaciones entre castas.

La casta repercute en múltiples aspectos de la vida de las personas. Determina su posición en una estática división de trabajo. Prohíbe el matrimonio entre personas de distintas castas, pues ello implica la expulsión de ambos contrayentes de sus respectivas castas. Dado que el sistema de castas es algo religioso, una manifestación de la creencia que da coherencia al hinduismo, no se puede desmantelar con decretos administrativos, burocráticos, o ni siquiera, humanitarios. Los cerrados mundos de las castas influyen poderosamente en la población.[cita requerida]

### Entre los musulmanes de Asia del Sur
Un análisis de la representación musulmana en la Lok Sabha (cámara baja del Parlamento) de la India encontró que de los aproximadamente 400 representantes musulmanes desde el primero hasta el decimocuarto Lok Sabha, 340 eran ashraf, mientras que 60 eran pasmanda (que significa oprimidos); los pasmandas constituyen el 85% de la población musulmana de la India y los ashrafes el 15%.

## Etimología
La palabra casta en español según el DRAE deriva del gótico kastan y del inglés caste. y tiene como segunda acepción "en la India, grupo social al que se pertenece por nacimiento, y que, dentro de una etnia, se diferencia por su rango e impone la endogamia".  En portugués significa "raza, linaje, tribu o raza". Cuando los españoles colonizaron el Nuevo Mundo, utilizaron la palabra para referirse a un "clan o linaje". Sin embargo, fueron los portugueses quienes emplearon por primera vez la palabra casta en el sentido moderno primario  cuando la aplicaron a los miles de grupos sociales indios endogámicos y hereditarios que encontraron a su llegada a la India en 1498. En el contexto latinoamericano, el término casta se utiliza a veces para describir el sistema de casta de clasificación racial, basado en si una persona era de pura ascendencia europea, indígena o africana, o alguna mezcla de ellas, colocándose los diferentes grupos en una jerarquía racial; sin embargo, a pesar de la conexión etimológica entre el sistema de casta latinoamericano y los sistemas de casta del sur de Asia (el primero dio su nombre al segundo), es controvertido hasta qué punto ambos fenómenos son realmente comparables. En Argentina, La Libertad Avanza usó este término con fines de campaña política populista para referirse como la "casta política" a diversas personalidades políticas.